# Hermann Abeken
Hermann Abeken (* 27. Juni 1820 in Osnabrück; † 27. April 1854 in Hannover) war ein deutscher Statistiker und Publizist.

## Leben
Hermann Abeken, der dritte Sohn des Philologen und Lehrers Bernhard Rudolf Abeken, begann nach der Schulzeit eine Kaufmannsausbildung in New York, die er jedoch wegen eines Brustleidens abbrach. Dort machte er die Bekanntschaft des Grafen Görz-Schliz, ein Freund seines früh verstorbenen Bruders Friedrich Abeken. Gemeinsam studierten sie an den Universitäten zu Göttingen und Berlin Rechtswissenschaften und reisten 1844 und 1845 in die Vereinigten Staaten. Hier wurde Abeken zu seinen statistischen und menschenrechtlichen Arbeiten über die Sklaverei angeregt, die er im Herbst 1846 in seiner Heimatstadt Osnabrück begann und später in Bonn und Berlin fortsetzte. Er trat auch für eine konstitutionelle Regierungsform ein, lehnte aber die Revolution von 1848 ab.
Im Sommer 1848 wurde er vom hannoverschen Minister Johann Carl Bertram Stüve zum Vorsitzenden des statistischen Büros des Ministeriums berufen. In dieser Position veröffentlichte er die dreiteilige Heft-Reihe Zur Statistik des Königreiches Hannover (1850–53). Er schrieb auch Beiträge für Tageszeitungen. Ein Werk über die Entwicklungen im Orient konnte er nicht fertigstellen, es erschien postum 1856 unter dem Titel Der Eintritt der Türkei in die europäische Politik des 18. Jahrhunderts, herausgegeben von Karl Stüve.

## Schriften (Auswahl)
- Amerikanische Negersklaverei und Emancipation, Berlin 1847.
- Die Republik in Nordamerika und der Plan einer demokratisch-republikanischen Verfassung für Deutschland, Berlin 1848.
- 1789. 1848. Mirabeau über das königliche Veto, Berlin 1848.
- Zur Statistik des Königreiches Hannover, Hannover 1850–53.
- Der Eintritt der Türkei in die europäische Politik des 18. Jahrhunderts, Hannover 1856.